# 二色马先蒿
二色马先蒿（学名：Pedicularis bicolor）是列当科马先蒿属的植物，是中国的特有植物。分布在中国大陆的陕西等地，目前尚未由人工引种栽培。
种名 bicolor 意为“二色的”。